# Harry Parker (zapaśnik)
Harold „Harry” Parker (ur. 9 kwietnia 1917, zm. 7 sierpnia 2008 w Ipswich) – brytyjski zapaśnik. Olimpijczyk z Londynu 1948, gdzie zajął ósme miejsce w kategorii do 52 kg, w stylu wolnym.
Mistrz Wielkiej Brytanii w 1938, 1939, 1940, 1941, 1947 i 1948 roku.

## Letnie Igrzyska Olimpijskie 1948
| Konkurencja      | Rundy eliminacyjne | Rundy eliminacyjne      | Klas. końcowa |
| Konkurencja      | Przeciwnik I       | Przeciwnik II           | Miejsce       |
| ---------------- | ------------------ | ----------------------- | ------------- |
| 52 kg styl wolny | wolny los Z        | Thure Johansson (SWE) P | 8.            |